# ビジャロヤ
ビジャロヤ(スペイン語: Villarroya)は、スペイン・ラ・リオハ州のムニシピオ（基礎自治体）。コマルカ（郡）としてはアルネードの構成自治体のひとつである。面積は11.77km2であり、2021年の人口は8人だった。

## 地理
ラ・リオハ州東部、標高1101mのジェルガ山西麓に位置する。州道LR-123号線でアルネードと結ばれている。北北西14kmにアルネード、北北東にカラオラ、北西64kmにラ・リオハ州の州都ログローニョがある。自治体内を流れる河川は東に流れ、やがてエブロ川に合流して地中海に注ぐ。

## 歴史
1900年代初頭から1950年代までは90人から120人の人口を有していたが、1960年代と1970年代に急速に人口が減少し、1991年には人口が0人となった。2007年の人口は7人であり、6人だったカスティーリャ＝ラ・マンチャ州イリャン・デ・バカスに次いで、スペインに約8,100ある基礎自治体の中で2番目に人口の少ない自治体だった。この年には同じくラ・リオハ州のバルデマデーラ の人口も7人であり、ラ・リオハ州に隣接するカスティーリャ・イ・レオン州ブルゴス県のハラミーリョ・ケマードの人口も7人だった。
2008年スペイン議会総選挙時の有権者数は9人であり、1人の議員（首長）を選出した。この選挙では投票開始から11分間で全有権者が投票を終え、投票を終えた自治体第一号となった。2011年スペイン議会総選挙では投票開始から3分間で全有権者が投票を終え、3年前に自身が樹立した記録を更新した。2012年の人口は5人だったが、2013年には1人となった。
2015年5月の2015年スペイン地方自治体選挙では9時2分に投票所を閉め、同年12月の2015年スペイン議会総選挙では9時1分に投票所を閉めた。2016年6月の2016年スペイン議会総選挙の際には6人の有権者が9時前から投票所に集まり、投票開始から2分で全員が投票を終了した。近年には投票所を取材するために多くのメディアが集まるようになり、首長のサルバドール・ペレスは「最初に投票所を閉めるということは、この村の誇りになってきた」と語っている。

## 人口
| ビジャロヤの人口推移 1900－2015                         |
|                                                         |
| 出典:INE（スペイン国立統計局）1900年 - 1991年、1996年 - |

## 政治
| 任期      | 首長名                       | 政党 |
| --------- | ---------------------------- | ---- |
| 1979–1983 | サルバドール・ペレス・アバド | CD   |
| 1983–1987 | サルバドール・ペレス・アバド | AP   |
| 1987–1991 | サルバドール・ペレス・アバド | AP   |
| 1991–1995 | サルバドール・ペレス・アバド | PP   |
| 1995–1999 | サルバドール・ペレス・アバド | PP   |
| 1999–2003 | サルバドール・ペレス・アバド | PP   |
| 2003–2007 | サルバドール・ペレス・アバド | PP   |
| 2007–2011 | サルバドール・ペレス・アバド | PP   |
| 2011–2015 | サルバドール・ペレス・アバド | PP   |
| 2015–2019 | サルバドール・ペレス・アバド | PP   |
| 2019–2023 | n/d                          | n/d  |
| 2023–     | n/d                          | n/d  |

## 祭礼
- 毎年1月24日 – ビルヘン・デ・ラ・パスの祭礼